# Nelson Lagoon
Nelson Lagoon est une census-designated place d'Alaska aux États-Unis dans le borough des Aléoutiennes orientales dont la population était de 52 habitants en 2010.

## Situation - climat
Elle est située sur l'extrémité nord de la côte de la péninsule de l'Alaska, sur une bande de sable étroite qui sépare le lagon de la mer de Béring, à 933 km au sud-ouest d'Anchorage.
Elle jouit d'un climat maritime. Les températures vont de 10 °C en été à −4 °C en hiver avec un vent permanent.

## Histoire - activités

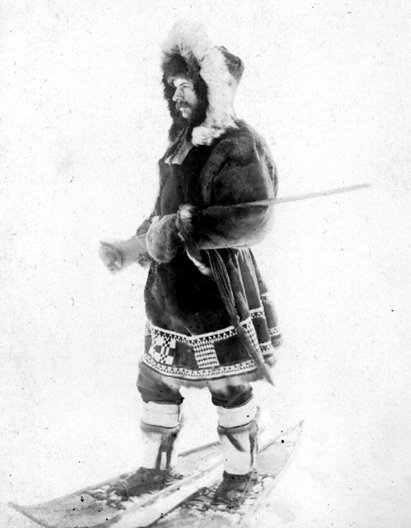
Edward Nelson

L'endroit a toujours été un camp de pêche d'été pour les Unangans, à cause de la richesse en poisson du lagon et de la rivière Bear. Son nom lui a été donné en 1882 et provient de celui d'Edward William Nelson, explorateur du delta du Yukon entre 1877 et 1920. Une usine de salaison de poisson a fonctionné entre 1906 et 1917 amenant l'arrivée de pêcheurs scandinaves, mais elle a fermé depuis et n'a jamais été ouverte à nouveau. Une école a été construite en 1965 et le village est actuellement habité tout du long de l'année et vit encore de la pêche.

## Démographie
| 1970 | 1980 | 1990 | 2000 | 2010 | - |
| ---- | ---- | ---- | ---- | ---- | - |
| 43   | 59   | 83   | 83   | 52   | - |

## Sources et références
- (en) CIS

- (en) Cet article est partiellement ou en totalité issu de l’article de Wikipédia en anglais intitulé « Nelson Lagoon, Alaska » (voir la liste des auteurs).

1. ↑  « Statistiques des États-Unis (Alaska) - Profils des communautés de 2010 » (consulté en octobre 2020)